# 5-й Рощинский проезд
Пя́тый Ро́щинский прое́зд — проезд, расположенный в Южном административном округе города Москвы на территории Даниловского района.

## История
Проезд получил своё название 10 октября 1929 года по существовавшей здесь в XVIII—XIX веках Орловой роще, которая принадлежала графам Орловым.

## Расположение
5-й Рощинский проезд проходит на юг от улицы Серпуховский Вал до 3-й Рощинской улицы, пересекая 2-ю Рощинскую улицу. Нумерация домов начинается от улицы Серпуховский Вал.

## Примечательные здания и сооружения
По нечётной стороне:
По чётной стороне:

## Транспорт

### Наземный транспорт
По 5-му Рощинскому проезду не проходят маршруты наземного общественного транспорта. У северного конца проезда, на улице Серпуховский Вал, расположена остановка «Хавская улица» трамваев 38, 39, 47, автобуса с799.

### Метро
- Станция метро «Тульская» Серпуховско-Тимирязевской линии — восточнее проезда, между Большой Тульской улицей и Большим Староданиловским, Холодильным и 1-м Тульским переулками

### Железнодорожный транспорт
- Платформа Тульская Павелецкого направления МЖД  — юго-восточнее улицы, вблизи развязки Третьего транспортного кольца и Варшавского шоссе